# Rhinolithodes wosnessenskii
El cangrejo rinoceronte (Rhinolithodes wosnessenskii) es un crustáceo del orden de los decápodos, única especie del género Rhinolithodes. Recibe el nombre por Ilya Gabrilovic Voznesenski . Es encontrado a profundidades de entre 6 a 73 m en el noreste del Océano Pacífico, desde Alaska a California.
R. wosnessenskii puede crecer hasta los 7 cm; el caparazón tiene forma triangular y posee una profunda depresión semicircular. Sus patas están cubiertas de espinas y vellosidades. Su hábitat son fisuras en fondos rocosos o con grava, y es difícil de localizar.